# Le Retour d'Arsène Lupin (série télévisée)
Pour les articles homonymes, voir Les Nouveaux Exploits d'Arsène Lupin.
Les Nouveaux Exploits d'Arsène Lupin
Le Retour d'Arsène Lupin est une série télévisée française en douze épisodes de 55 minutes, créée d'après le personnage de Maurice Leblanc, coproduite par FR3, la RAI Due italienne, la RTBF belge, la TSR et la TSI suisse, avec la collaboration d'autres pays européens (Allemagne, Pologne, Yougoslavie, Portugal…). Elle a été diffusée à partir du 10 novembre 1989 sur FR3 et rediffusée sur la chaîne Polar du Groupe AB. Elle est de nouveau rediffusée en juillet et octobre 2021 sur TV Breizh.

## Synopsis
La première série met en scène les aventures du célèbre gentleman-cambrioleur dans les années 1930 et la seconde, dans les années 1940.

## Distribution
- François Dunoyer : Arsène Lupin
- Sophie Barjac : Coralie
- Jacques Boudet : le taxi bandit
- Anna Condo : Lisa
- Didier Flamand : Suarès
- Éric Franklin : Grognard
- Paul Le Person : commissaire Ganimard
- Roland Lesaffre : René
- Rade Šerbedžija : Herlock Sholmès
- Branko Cvejic : Watson
- Yolande Folliot : Mercédès
- Catherine Alric : Cissy

## Épisodes
1. Le Médaillon du pape (première diffusion : 10 novembre 1989)
2. Lenormand, chef de la sûreté (première diffusion : 17 novembre 1989)
3. La Camarade Tatiana (première diffusion : 24 novembre 1989)
4. Le Triangle d'or (première diffusion : 1er décembre 1989) (avec Sophie Barjac, Paul Le Person, Didier Flamand, Roland Lesaffre et Jacques Boudet)
5. Un savant bien tranquille (première diffusion : 8 décembre 1989) (rencontre avec Albert Einstein et Auguste Piccard)
6. Les Flûtes enchantées (première diffusion : 15 décembre 1989)
7. Le Canon de Junot (première diffusion : 22 décembre 1989)
8. Les Dents du tigre (première diffusion : 29 décembre 1989)
9. Un air oublié (première diffusion : 5 janvier 1990)
10. La Sorcière aux deux visages (première diffusion : 12 janvier 1990)
11. La Comtesse de Cagliostro (première diffusion : 19 janvier 1990) (rencontre avec Salvador Dalí)
12. Le Bijou fatidique (première diffusion : 26 janvier 1990)

## DVD
- Le Retour d'Arsène Lupin (version remasterisée, 4 DVD). 26 septembre 2023. Elephant Films. (ASIN B0CFM8R4YH) Le coffret contient 11 épisodes. L'épisode 3 (La Camarade Tatiana) en est absent, faute de droits d'exploitation.